# 行政裁判所
行政裁判所（ぎょうせいさいばんしょ、フランス語: tribunal administratif、ドイツ語: Verwaltungsgericht、英語: administrative court / administrative tribunal）は、行政裁判を行うため司法裁判所とは別に設けられる特別裁判所。一般に、フランス、ドイツなどの大陸法を採用する諸国で行政機関として設置される。

## 各国の行政裁判所
- イギリス - 行政裁判所 (イングランド・ウェールズ)（英語版）
- オーストリア - 連邦行政裁判所 (オーストリア)（ドイツ語版） / 行政裁判所 (オーストリア)（ドイツ語版）
- スイス - 連邦行政裁判所 (スイス)（ドイツ語版） / 行政裁判所 (スイス)（ドイツ語版）
- 中華民国（台湾） - 最高行政法院（中国語版） / 高等行政法院（中国語版カテゴリ）
- ドイツ - 連邦行政裁判所 (ドイツ)（ドイツ語版） / 行政裁判所 (ドイツ)（ドイツ語版）
- フランス - 国務院 (フランス) / 行政裁判所 (フランス)（フランス語版）

廃止された行政裁判所
- 日本 - 行政裁判所 (日本)

## 国際機関の行政裁判所
- 国際連合 - 国連行政裁判所（英語版）
- 国際労働機関 - 国際労働機関行政裁判所（英語版）